# 京雄都市間鉄道
京雄都市間鉄道（けいゆうとしかんてつどう、中文表記: 京雄城际铁路、英文表記: Beijing–Xiong'an Intercity Railway）は中華人民共和国の北京市豊台区の北京西駅と河北省保定市雄県の雄安駅を結ぶ高速鉄道である。

## 概要
総延長は92.783km。2019年9月26日に北京西駅 - 大興機場駅間が開業した。2020年12月27日に雄安駅まで延伸された。

## 駅一覧
| 駅名       | 駅名         | 駅名           | 駅間 キロ | 累計 キロ | 接続路線・備考  | 所在地 | 所在地 | 所在地 |
| 日本語     | 簡体字中国語 | 英語           | 駅間 キロ | 累計 キロ | 接続路線・備考  | 所在地 | 所在地 | 所在地 |
| ---------- | ------------ | -------------- | --------- | --------- | --------------- | ------ | ------ | ------ |
| 北京西駅   | 北京西站     | Beijing West   | 0         | 0         | ■ 7号線 ■ 9号線 | 北京市 | 北京市 | 豊台区 |
| 北京大興駅 | 北京大兴站   | Beijing Daxing |           |           |                 | 北京市 | 北京市 | 大興区 |
| 大興機場駅 | 大興機場站   | Daxing Airport |           |           | ■大興機場線     | 河北省 | 廊坊市 | 広陽区 |
| 固安東駅   | 固安东站     | Gu'an East     |           |           |                 | 河北省 | 廊坊市 | 固安県 |
| 霸州北駅   | 霸州北站     | Bazhou North   |           |           |                 | 河北省 | 廊坊市 | 覇州市 |
| 雄安駅     | 雄安站       | Xiong'an       |           |           |                 | 河北省 | 保定市 | 雄県   |

## 車両
京雄都市間鉄道に導入された車両は、CRH400AF型で、2等車は通常の2+3列配置から2+2列配置となっており、大型の荷物置き場を設置した。2等車は自由席として、1等車、商務車は指定席として運用される。